# John Baptist Sequeira
John Baptist Sequeira (* 23. Juni 1930 in Mangaluru; † 9. Oktober 2019 in Bengaluru) war ein indischer Geistlicher und Theologe sowie römisch-katholischer Bischof von Chikmagalur.

## Leben
John Baptist Sequeira empfing nach seiner theologischen Ausbildung am 15. April 1958 die Priesterweihe. Er war Professor und Rektor am Päpstlichen Seminar St. Peter in Bangalore (Bengaluru).
Papst Johannes Paul II. ernannte ihn am 26. Januar 1987 zum Bischof von Chikmagalur. Der Erzbischof von Bangalore, Alphonsus Mathias, spendete ihm am 11. Juni desselben Jahres die Bischofsweihe; Mitkonsekratoren waren Basil Salvadore D’Souza, Bischof von Mangalore, und  Ambrose Papaiah Yeddanapalli OFM, Bischof von Bellary. 
Am 2. Dezember 2006 nahm Papst Benedikt XVI. sein altersbedingtes Rücktrittsgesuch an.